# حسابات خاصة
حسابات خاصة (بالإنجليزية: Freelancers)‏ هو فيلم جريمة تم إنتاجه في الولايات المتحدة وصدر في سنة 2012.

## بطولة
- 50 سنت
- فورست ويتكر
- روبرت دي نيرو

## القصة
بعد مقتل والده ضابط الشرطة في ظروف غامضة ينضم ابنه إلى القوة، ويبدأ تدريبه على يد شريك والده السابق وفريق من رجال الشرطة الأقوياء ورئيسهم الجديد يدعى ساكرون (روبرت دي نيرو)، الذي يحاول معرفة إذا كان لديه مايلزم ليكون بقوة رجال الشرطة من خلال العديد من التجارب والصعوبات، من الثقة والولاء والاحترام المتبادل وغيرها... ، إلى أن يتم الكشف عن سبب الوفاة الحقيقية لوالده، ويسعى للانتقام ولن يتوقف إلا بتحقيق العدالة.

## الميزانية والإيرادات
بلغت تكلفة إنتاج الفيلم حوالي 20 مليون دولار.

## روابط خارجية
- حسابات خاصة على موقع IMDb (الإنجليزية)
- حسابات خاصة على موقع روتن توميتوز (الإنجليزية)
- حسابات خاصة على موقع نتفليكس (الإنجليزية)
- حسابات خاصة على موقع قاعدة بيانات الأفلام العربية
- حسابات خاصة على موقع ألو سيني (الفرنسية)
- حسابات خاصة على موقع Turner Classic Movies (الإنجليزية)
- حسابات خاصة على موقع أول موفي (الإنجليزية)
- حسابات خاصة على موقع فيلمافينيتي (الإسبانية)
- حسابات خاصة على موقع قاعدة بيانات الأفلام السويدية (السويدية)
- حسابات خاصة على موقع قاعدة بيانات الفيلم (الإنجليزية)